# Maui (mite de creació)
Maui és un heroi semideu de Polinèsia. En la mitologia, fou el creador de l'illa de Maui (és aquesta la raó que porti el seu nom), així com de les illes de Hawaii. Maui és un heroi sense cap poder especial les gestes del qual van ser molt populars entre els polinesis i s'han conservat fins a l'actualitat.

## Mite de la creació de Maui
Segons el mite, Maui i els seus germans anaven de pesca cada dia. Encara que Maui no era un gran pescador, tenia una imaginació desbordant i era un veritable mestre en l'engany. En diverses ocasions, quan no atrapava cap peix, en robava un que havia atrapat un dels seus germans i fingia que era seu. Quan els seus germans per fi van decidir que no podien continuar aguantant les seves mentides, van deixar de portar-lo amb ells. A casa, la seva mare, Hina, li va reprendre per no haver portat ni un sol peix per a menjar. Després d'alguns dies li va dir que s'anés a veure el seu pare per a obtenir l'ham màgic, anomenat Manai-ca-lani, amb el que podria atrapar tants peixos com necessités. Maui va fer el que li havia aconsellat la seva mare i després d'obtenir l'ham màgic va decidir unir-se als seus germans quan van anar a pescar. Donada la seva fama de mentider, els germans no van voler que els acompanyés. Li van dir que la barca era massa petita per a tots i va haver de quedar-se a casa. Aquell dia, els germans van aconseguir atrapar un tauró i res més. Quan van tornar a casa, Maui els va dir que haurien pogut atrapar més peixos si l'haguessin deixat anar amb ells. Però ells encara es van sentir enganyats i no li van voler fer cas.
Finalment, van decidir perdonar-li i li van permetre d'acompanyar-los. Aquesta vegada van salpar molt lluny de l'illa de Maui i fins van arribar a l'alta mar. A pesar que Maui també era allà amb ells, no van aconseguir atrapar res més que taurons. Els germans es van burlar d'ell perquè havia promès una infinitat de peixos. En aquest moment, Maui va decidir usar el seu ham Manai-ca-lani i com a esquer va usar una gallina vermella que era la preferida d'Hina. Va dir unes paraules màgiques perquè l'ajudessin a atrapar a la gran Ulua (una espècie de peix de la família Carangidae). Després de fer-ho, el fons de la mar va començar a moure's i es van produir unes ones molt grans. L'endemà passat, Maui encara estava amb la canya de pescar a la mà, lluitant contra les ones enormes i esperant que el peix es cansés. Quan per fi el peix no va poder més i va cedir, Maui va ordenar als seus germans que l'ajudessin a treure'l de la mar. Després de molt d'esforç van aconseguir fer-ho, però el que va aparèixer en la superfície no era un peix sinó un tros de terra. Un dels germans va decidir desobeir a Maui i va deixar anar la canya. En aquest moment, la corda es va trencar. La terra va caure darrere d'ells i es va esclatar en trossos, formant les illes Hawaii i dins d'ells també l'illa de Maui. Segons la cosmogonia dels pobles polinesis, els déus van col·locar al seu ham màgic en el cel (constel·lació de l'Escorpió), perquè així els éssers humans recordessin les gestes de Maui.

## Altres històries
Existeixen altres històries sobre Maui i les seves nombroses gestes. Per exemple, en diverses illes Maui és també considerat el creador del primer gos. Segons el mite, Maui va crear el gos del seu cunyat. Per a continuar, la gent també creu que Maui va aixecar el cel i va estafar el sol. Després ho va fer moure pel cel més lentament, fent que el dia fos més llarg. La seva última gesta va ser l'intent de destruir a la deessa de la mort, però el seu pla va fallar i va provocar la mort de Maui. D'altra banda, hi ha moltes històries que s'assemblen molt a les de Maui, però presenten com a heroi principal a un personatge diferent. A les Illes Carolines a Micronèsia, existeix un heroi anomenat Motiktik, del qual es conta que també va pescar terra en comptes d'un peix.

## Maui en la cultura popular
Maui apareix com a coprotagonista a la pel·lícula de Disney de 2016 Vaiana, la veu del qual és, en anglès, la de Dwayne Johnson.